# Кру Александра
«Кру Алекса́ндра» (полное название — Футбольный клуб «Кру Александра»; англ. Crewe Alexandra Football Club, английское произношение: [ˈkruː ælɨɡˈzændrə 'futbɔ:l klʌb]) — английский профессиональный футбольный клуб из города Кру, графство Чешир, Северо-Западная Англия. Клуб был основан в 1877 году и назван в честь Александры Датской. Прозвище клуба — «железнодорожники», что связано с расположением города на крупном железнодорожном узле.
В настоящее время выступает в Лиге 2, четвёртом по значимости дивизионе в системе футбольных лиг Англии.

## История
Всю свою историю клуб провел в низших дивизионах Англии. Два раза выигрывал Кубок Уэльса, становился победителем Молочного кубка.
С 1983 по 2007 год клуб возглавлял Дарио Гради, став тренером, дольше всего тренировавшим клуб из английской Футбольной лиги. Его рекорд был побит Алексом Фергюсоном, возглавлявшим «Манчестер Юнайтед» на три года дольше. С декабря 2008 года клуб тренировал исландец Гудьен Тордарсон, но вскоре он покинул свой пост. В сезоне 2011/12 команда победила в плей-офф и вышла в Лигу 1. В сезоне 2012/13 клуб занял 13-е место, сыграв 46 игр, набрав 64 очка, разница забитых и пропущенных мячей 54—62.
Кроме того, в розыгрыше Трофея Футбольной лиги 2012/13 команда дошла до финала, где в решающем матче обыграла клуб «Саутенд Юнайтед» со счетом 2:0.
В сезоне 2021/22 команда вместе с «Джиллингемом», «Донкастер Роверс» и «Уимблдоном» выбыла в Лигу 2.